# Calcio Chiasiellis 2008-2009
Questa voce raccoglie le informazioni riguardanti l'Associazione Sportiva Dilettantistica Calcio Chiasiellis nelle competizioni ufficiali della stagione 2008-2009.

## Stagione
La stagione si inaugura il 7 settembre, con il primo incontro del girone F di Coppa Italia 2008-2009, girone composto da squadre friulane, Graphistudio Tavagnacco (Serie A), e venete, Gordige e Fortitudo Mozzecane, entrambe neopromosse in Serie A2, e Venezia 1984, neopromossa in Serie A. Il Chiasiellis riesce a superare la prima fase di qualificazione, classificandosi al primo posto nella prima parte del torneo.

## Divise e sponsor
La tenuta della squadra ripropone lo schema già utilizzato precedentemente, con i colori societari biancazzurri, nella prima con tenuta completamente azzurra. Lo sponsor principale è Alibus, azienda di trasporti passeggeri su gomma.
|  | 1ª divisa |  | 2ª divisa |

## Organigramma societario
Tratto dal sito Football.it.
Area amministrativa
- Presidente: Andrea Grizzo
- Segretario Generale: Sabrina Rieppi

Area tecnica
- Allenatore: Aniello Marano
- Allenatore in seconda: Maurizio Talotti
- Allenatore portieri: Paolo Nadalet

## Rosa
Rosa e ruoli tratti dal sito Football.it.
| N. |                   | Ruolo | Calciatrice              |
| -- | ----------------- | ----- | ------------------------ |
|    | Italia (bandiera) | P     | Carmela Rita Caravilla   |
|    | Italia (bandiera) | P     | Tania Stefanutti         |
|    | Italia (bandiera) | D     | Sara Bortolus            |
|    | Italia (bandiera) | D     | Valentina D'Angelo       |
|    | Italia (bandiera) | D     | Chiara Dazzan (Capitano) |
|    | Italia (bandiera) | D     | Elisa Lavia              |
|    | Italia (bandiera) | D     | Piera Cassandra Maglio   |
|    | Italia (bandiera) | D     | Elena Marinig            |
|    | Italia (bandiera) | D     | Giorgia Simonato         |
|    | Italia (bandiera) | D     | Desiree Lisa Urbani      |
|    | Italia (bandiera) | C     | Silvia Berardo           |

| N. |                     | Ruolo | Calciatrice       |
| -- | ------------------- | ----- | ----------------- |
|    | Italia (bandiera)   | C     | Debora Bucovaz    |
|    | Italia (bandiera)   | C     | Valeria Degano    |
|    | Italia (bandiera)   | C     | Monica Degrassi   |
|    | Slovenia (bandiera) | C     | Snežana Maleševič |
|    | Italia (bandiera)   | C     | Alessia Spilotti  |
|    | Italia (bandiera)   | C     | Sonia Zanella     |
|    | Italia (bandiera)   | A     | Elena Cester      |
|    | Italia (bandiera)   | A     | Marianna Hofer    |
|    | Italia (bandiera)   | A     | Cristina Miani    |
|    | Italia (bandiera)   | A     | Chiara Paroni     |
|    | Italia (bandiera)   | A     | Michela Zanetti   |

## Calciomercato

### Sessione estiva
| Acquisti | Acquisti               | Acquisti   | Acquisti   |
| R.       | Nome                   | a          | Modalità   |
| -------- | ---------------------- | ---------- | ---------- |
| P        | Carmela Rita Caravilla | Torino     | definitivo |
| D        | Debora Bucovaz         | Tavagnacco | definitivo |
| D        | Giorgia Simonato       |            |            |
| A        | Marianna Hofer         |            |            |

| Cessioni | Cessioni         | Cessioni     | Cessioni      |
| R.       | Nome             | a            | Modalità      |
| -------- | ---------------- | ------------ | ------------- |
| P        | Cristina Magnani |              |               |
| D        | Monica Gressani  | Trasaghis    | definitivo    |
| D        | Daniela Pisano   | Azzurra 2001 | definitivo    |
| C        | Luisa Canciani   |              | fine attività |

## Risultati

### Serie A

#### Girone di andata
| Arbitro: | Giovanni Baccini (Conegliano) |

|  |           |            |
|  | Marcatori | 72’ Brutti |

| Arbitro: | Riccardo Neri (Terni) |

|                                                          |           |            |
| Camporese 33’ Sedonati 62’ Maglio 75’ (aut.) Brumana 85’ | Marcatori | 10’ Maglio |

| Arbitro: | Piero Ceccato (Bassano del Grappa) |

|  |           |            |
|  | Marcatori | 72’ Brutti |

| Arbitro: | Antonio Pagano (Caserta) |

|                 |           |           |
| Pasqui 25’, 87’ | Marcatori | 55’ Hofer |

| Arbitro: | Matteo Mauri (Trento) |

|             |           |              |
| 67’ Riboldi | Marcatori | 39’ Degrassi |

| Arbitro: | Giovanni Baccini (Caserta) |

|           |           |               |
| Lavia 76’ | Marcatori | 72’ Cavallini |

| Arbitro: | Giovanni Sorrentino (Mantova) |

|                                                                     |           |  |
| Gabbiadini 13’ Paliotti 17’, 63’, 69’ Maglio 74’ (aut.) Valetto 77’ | Marcatori |  |

| Arbitro: | Andrea Milan (Padova) |

|  |           |                          |
|  | Marcatori | 46’ Iannella 51’ Fuselli |

| Arbitro: | Nicola Zuliani (Biella) |

|              |           |                         |
| Piccinno 45’ | Marcatori | 80’ Maglio 87’ Bortolus |

| Mortegliano 13 dicembre 2008 10ª giornata | Chiasiellis                | 0 – 0 referto | Torino | Stadio comunale Franco Beltrame\| Arbitro: \| Giovanni Baccini (Caserta) \| |
| Arbitro:                                  | Giovanni Baccini (Caserta) |               |        |                                                                             |

| Arbitro: | Marco Francesco Schifano (Novi Ligure) |

|  |           |             |
|  | Marcatori | 19’ Bucovaz |

#### Girone di ritorno
| Arbitro: | Alessio Cretti (Lovere) |

|           |           |              |
| Colzi 42’ | Marcatori | 76’ D'Angelo |

| Arbitro: | Andrea Spinello (Adria) |

|  |           |                                                                    |
|  | Marcatori | 25’ Milenkovič 31’ Zorri 43’, 46’ Camporese 61’ Mauro 89’ Sedonati |

| Arbitro: | Andrea Tuninetti (Chivasso) |

|                          |           |                                     |
| Franchin 27’ Gaburro 74’ | Marcatori | 39’ Hofer 57’ D'Angelo 78’ Bortolus |

| Arbitro: | Alberto Salmistraro (Padova) |

|                       |           |             |
| Miani 32’ Berardo 78’ | Marcatori | 76’ Barreca |

| Arbitro: | Giovanni Baccini (Conegliano) |

|  |           |                 |
|  | Marcatori | 67’ Scarpellini |

| Zelarino 21 marzo 2009 17ª giornata | Venezia 1984                    | 0 – 0 referto | Chiasiellis | Centro sportivo Zelarino (250 spett.)\| Arbitro: \| Garcia Michael Fabbri (Ravenna) \| |
| Arbitro:                            | Garcia Michael Fabbri (Ravenna) |               |             |                                                                                        |

| Arbitro: | Matteo Ravanello (Castelfranco Veneto) |

|              |           |                          |
| Bortolus 93’ | Marcatori | 27’ Paliotti 62’ Tuttino |

| Arbitro: | Gianluca Sechi (Sassari) |

|                        |           |  |
| Fuselli 36’ Pintus 92’ | Marcatori |  |

| Arbitro: | Alberto Salmistraro (Padova) |

|             |           |                           |
| Bortolus 8’ | Marcatori | 45’ Piva 57’, 62’ Bonetti |

| Arbitro: | Nicola Storace (Novi Ligure) |

|            |           |  |
| Sodini 59’ | Marcatori |  |

| Arbitro: | Giovanni Baccini (Conegliano) |

|                     |           |                          |
| Spilotti 26’ (rig.) | Marcatori | 52’ Cappella 69’ Marsili |

### Coppa Italia

#### Primo turno
Girone F
| Pegolotte, Cona 7 settembre 2008, ore 15:00 CEST                   | Gordige   | 0 – 7 referto                    | Chiasiellis | Stadio don Mario Zanin |
| \| \| \| \| \| \| Marcatori \| Lavia Bucovaz 2t’ (rig.) Zanetti \| |           |                                  |             |                        |
|                                                                    |           |                                  |             |                        |
|                                                                    | Marcatori | Lavia Bucovaz 2t’ (rig.) Zanetti |             |                        |

| Arbitro: | Marco Nonis (Pordenone) |

|                                          |           |           |
| Degrassi 34’ Maglio 80’ (rig.) Lavia 88’ | Marcatori | 88’ Lotto |

| Arbitro: | Lorenzo Gallas (Udine) |

|  |           |                       |
|  | Marcatori | 56’ Miani 76’ Bucovaz |

| Arbitro: | Scattolin (Venezia) |

|                          |           |                         |
| Bortolus 87’ Zanetti 92’ | Marcatori | 46’ Gardoni 67’ Peretti |

#### Quarti di finale
| Arbitro: | Matteo Scattolin (Padova) |

|                            |           |  |
| Tavalazzi 44’ Sabatino 58’ | Marcatori |  |

| Arbitro: | Andrea Zuliani (Vicenza) |

|            |           |                                      |
| Paroni 67’ | Marcatori | 4’ Sabatino 45’ Brutti 55’ Del Prete |

## Statistiche

### Statistiche di squadra
| Competizione | Punti | In casa | In casa | In casa | In casa | In casa | In casa | In trasferta | In trasferta | In trasferta | In trasferta | In trasferta | In trasferta | Totale | Totale | Totale | Totale | Totale | Totale | DR  |
| Competizione | Punti | G       | V       | N       | P       | Gf      | Gs      | G            | V            | N            | P            | Gf           | Gs           | G      | V      | N      | P      | Gf     | Gs     | DR  |
| ------------ | ----- | ------- | ------- | ------- | ------- | ------- | ------- | ------------ | ------------ | ------------ | ------------ | ------------ | ------------ | ------ | ------ | ------ | ------ | ------ | ------ | --- |
| Serie A      | 18    | 11      | 1       | 3       | 7       | 6       | 19      | 11           | 3            | 3            | 5            | 10           | 20           | 22     | 4      | 6      | 12     | 16     | 39     | -23 |
| Coppa Italia | -     | 3       | 1       | 1       | 1       | 6       | 6       | 3            | 2            | 0            | 1            | 9            | 2            | 6      | 3      | 1      | 2      | 15     | 8      | +7  |
| Totale       | -     | 14      | 2       | 4       | 8       | 12      | 25      | 14           | 5            | 3            | 6            | 19           | 22           | 28     | 7      | 7      | 14     | 31     | 47     | -16 |

### Statistiche delle giocatrici
| Giocatore       | Serie A  | Serie A | Serie A     | Serie A    | Coppa Italia | Coppa Italia | Coppa Italia | Coppa Italia | Totale   | Totale | Totale      | Totale     |
| Giocatore       | Presenze | Reti    | Ammonizioni | Espulsioni | Presenze     | Reti         | Ammonizioni  | Espulsioni   | Presenze | Reti   | Ammonizioni | Espulsioni |
| --------------- | -------- | ------- | ----------- | ---------- | ------------ | ------------ | ------------ | ------------ | -------- | ------ | ----------- | ---------- |
| S. Berardo      | 14       | 1       | 2           | 0          | ?            | 0            | ?            | ?            | 14+      | 1      | 2+          | 0+         |
| S. Bortolus     | 20       | 4       | 4           | 0          | ?            | 1            | ?            | ?            | 20+      | 5      | 4+          | 0+         |
| D. Bucovaz      | 20       | 1       | 4           | 0          | ?            | 3            | ?            | ?            | 20+      | 4      | 4+          | 0+         |
| C. R. Caravilla | 22       | -37     | 0           | 0          | ?            | -?           | ?            | ?            | 22+      | -37+   | 0+          | 0+         |
| E. Cester       | 15       | 0       | 0           | 0          | ?            | 0            | ?            | ?            | 15+      | 0      | 0+          | 0+         |
| V. D'Angelo     | 11       | 2       | 0           | 0          | ?            | 0            | ?            | ?            | 11+      | 2      | 0+          | 0+         |
| C. Dazzan       | 17       | 0       | 4           | 0          | ?            | 0            | ?            | ?            | 17+      | 0      | 4+          | 0+         |
| V. Degano       | 1        | 0       | 0           | 0          | ?            | -?           | ?            | ?            | 1+       | 0+     | 0+          | 0+         |
| M. Degrassi     | 20       | 1       | 2           | 0          | ?            | 1            | ?            | ?            | 20+      | 2      | 2+          | 0+         |
| M. Hofer        | 18       | 2       | 0           | 0          | ?            | 0            | ?            | ?            | 18+      | 2      | 0+          | 0+         |
| E. Lavia        | 21       | 1       | 4           | 0          | ?            | 5            | ?            | ?            | 21+      | 6      | 4+          | 0+         |
| P. C. Maglio    | 22       | 2       | 2           | 0          | ?            | 1            | ?            | ?            | 22+      | 3      | 2+          | 0+         |
| S. Maleševič    | 15       | 0       | 2           | 0          | ?            | 0            | ?            | ?            | 15+      | 0      | 2+          | 0+         |
| E. Marinig      | 14       | 0       | 4           | 1          | ?            | 0            | ?            | ?            | 14+      | 0      | 4+          | 1+         |
| C. Miani        | 22       | 1       | 1           | 0          | ?            | 1            | ?            | ?            | 22+      | 2      | 1+          | 0+         |
| C. Paroni       | 14       | 0       | 0           | 0          | ?            | 1            | ?            | ?            | 14+      | 1      | 0+          | 0+         |
| G. Simonato     | 10       | 0       | 2           | 0          | ?            | 0            | ?            | ?            | 10+      | 0      | 2+          | 0+         |
| A. Spilotti     | 9        | 1       | 2           | 0          | ?            | 0            | ?            | ?            | 9+       | 1      | 2+          | 0+         |
| T. Stefanutti   | 0        | 0       | 0           | 0          | ?            | -?           | ?            | ?            | 0+       | 0+     | 0+          | 0+         |
| D. L. Urbani    | 12       | 0       | 0           | 0          | ?            | 0            | ?            | ?            | 12+      | 0      | 0+          | 0+         |
| S. Zanella      | 2        | 0       | 0           | 0          | ?            | 0            | ?            | ?            | 2+       | 0      | 0+          | 0+         |
| M. Zanetti      | 8        | 0       | 0           | 0          | ?            | 2            | ?            | ?            | 8+       | 2      | 0+          | 0+         |